# Warren (Illinois)
Warren (ehemals auch Courtland) ist ein Village im Jo Daviess County, Illinois, Vereinigte Staaten und liegt an der Staatsstraße Illinois Route 78. Die Fläche von Warren beträgt 3,0 km². Das U.S. Census Bureau hat bei der Volkszählung 2020 eine Einwohnerzahl von 1.323 ermittelt.

## Geschichte
Das Dorf Warren entstand ab 1843, als Captain Alexander Burnett ein Blockhaus baute. 1851 war eine Haltestation an der Postkutschenstrecke eingerichtet worden. Das denkmalgeschützte Gebäude „Old Stone Hotel“, dient heute als Gemeindehaus von Warren.
Ab 1853 wuchs das Dorf Warren weiter entlang der damals neuen Eisenbahnlinie.
Die Kreisbibliothek war 1911 als Carnegie-Bibliothek errichtet worden.
Von 1916 bis 1920 hatte Warren die erste Bürgermeisterin von Illinois, Rose Canfield.

## Festivals
Das Dorf Warren hält jedes Jahr am letzten Wochenende im September „The Pumpkin Festival“, das Kürbis-Fest, ab, zu dem eine große Parade, Kunst und Kunsthandwerk, Früchte der Herbsternte gehören. In Warren wird alljährlich während der ersten Augustwoche die älteste Landkreisausstellung von Illinois "Jo Daviess County Fair" abgehalten. Warren ist auch einer der Veranstaltungsorte des Postkutschenfestes „Stagecoach Trail Festival“, das entlang der ehemaligen Postkutschenstrecke abgehalten wird.